# Alain Poiré
Alain Poiré (Parigi, 13 febbraio 1917 – Neuilly-sur-Seine, 14 gennaio 2000) è stato un produttore cinematografico francese.
Padre del regista Jean-Marie Poiré e dei produttori Philippe Poiré e Patrice Poiré, produsse e distribuì più di 300 film tra cui Il tempo delle mele (1980). È morto dopo aver prodotto il suo ultimo film, L'apparenza inganna (2001) di Francis Veber.

## Biografia
Laureato in giurisprudenza, dal 1938 iniziò a lavorare per la casa cinematografica Société Nouvelle des Etablissements Gaumont (SNEG) in qualità di vice-direttore per tentare di salvare la società dal fallimento. Spinto dalla passione per il cinema, continuò poi con la stessa società, che fu rinominata Gaumont nel 1975, diventando uno dei più prolifici produttori di cinema francesi, in particolare dal 1950 in poi.

## Filmografia parziale

### Cinema
- Le journal tombe à cinq heures, regia di Georges Lacombe (1942)
- Il carnet del maggiore Thompson (Les Carnets du Major Thompson), regia di Preston Sturges (1955)
- Azione immediata (Action immédiate), regia di Maurice Labro (1957)
- La Peau de l'ours, regia di Claude Boissol (1957)
- Spalle al muro (Le Dos au mur), regia di Édouard Molinaro (1958)
- Il grande biondo (Le retour du grand blond), regia di Yves Robert (1974)